# Pisa de corda seca

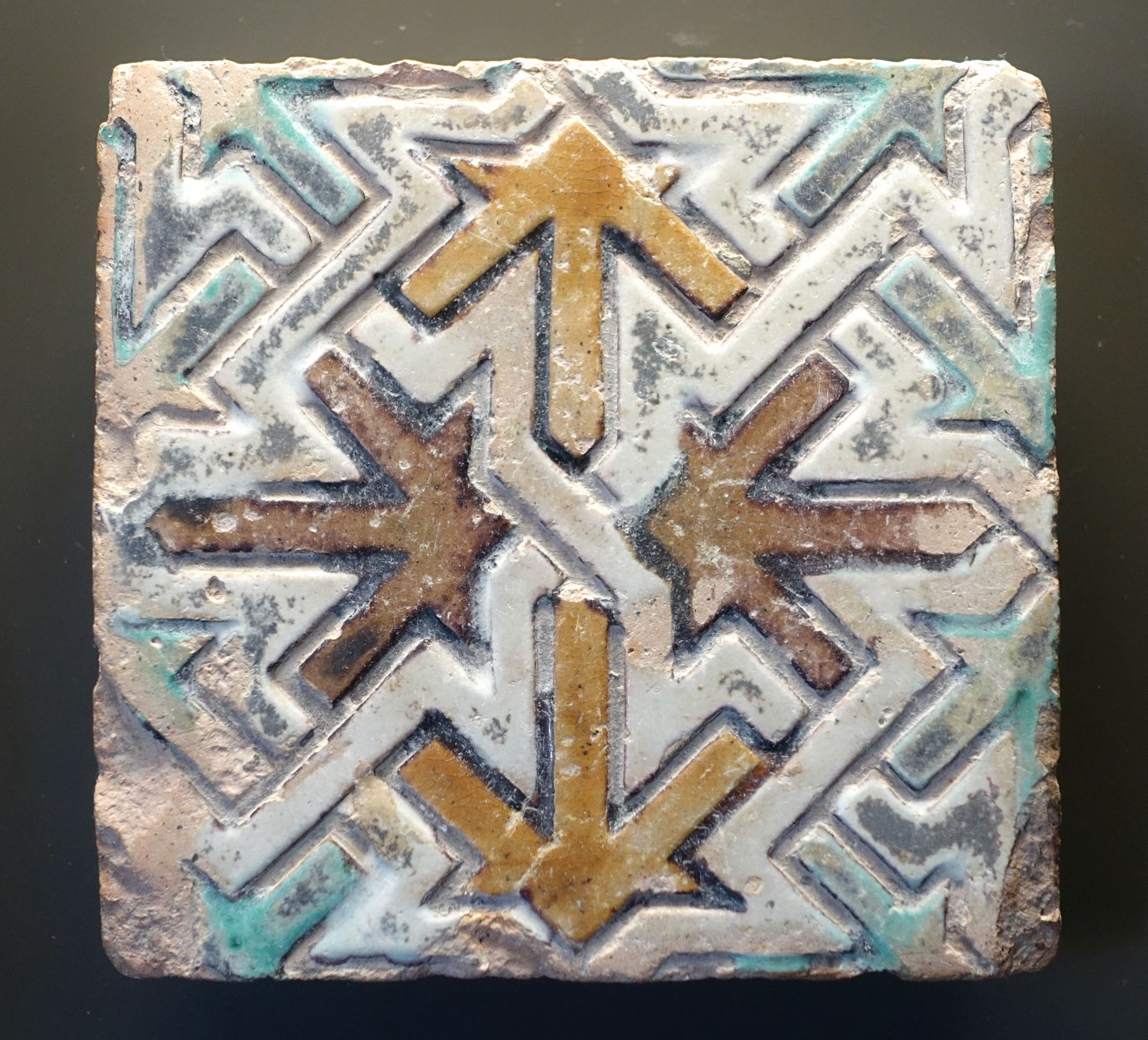
Taulell del, fet a l'Al-Àndalus amb la tècnica de la corda seca partida

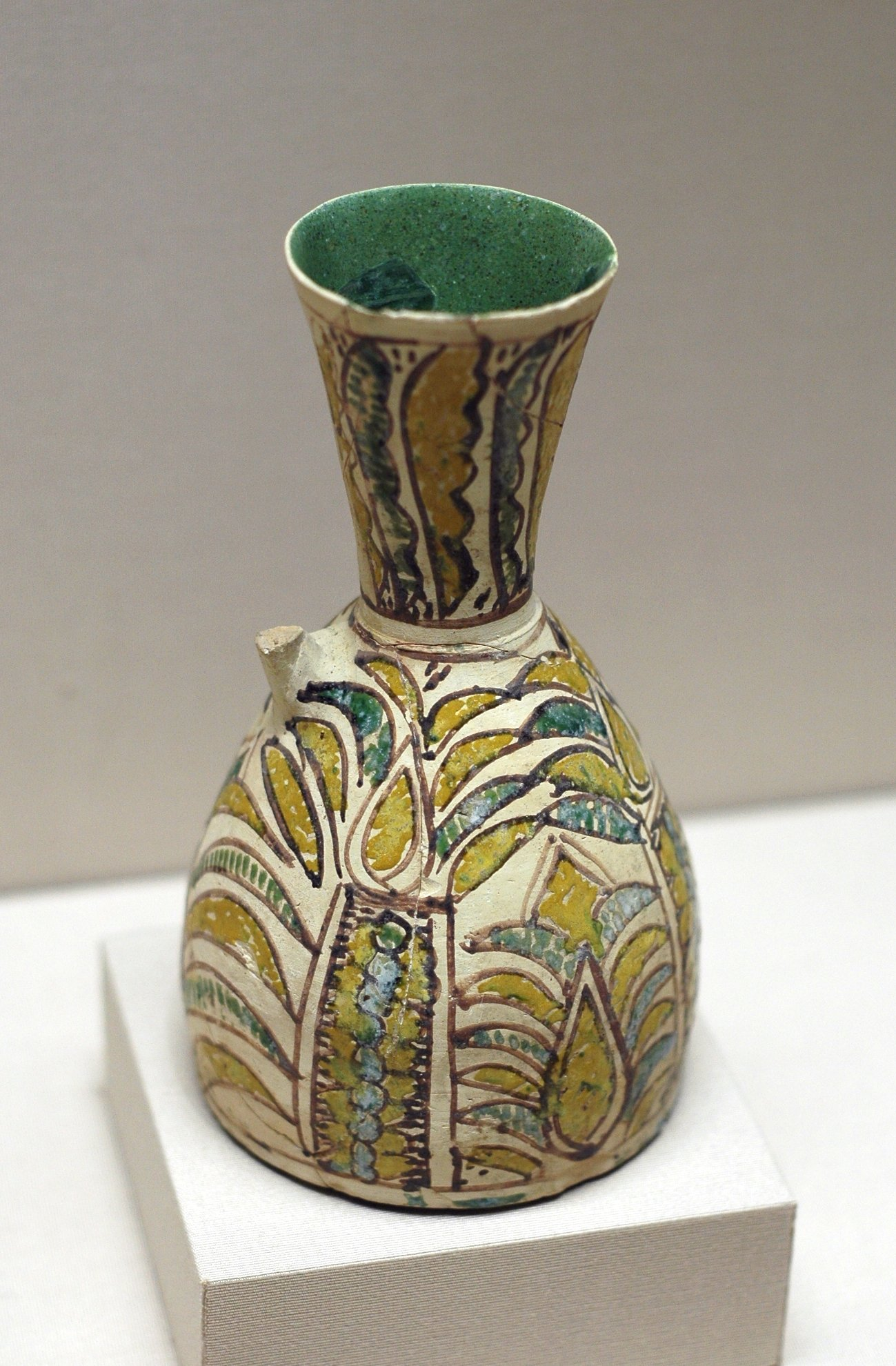
Pitxer de palmera (segle IX) exposat al Louvre, realitzat amb la tècnica de la corda plana i seca

La tècnica de la pisa de corda seca és un procés utilitzat per a decorar la ceràmica, sobretot la lluentor de la rajola de València. Apareix durant la segona part del segle X al Califat de Còrdova i evolucionà fins a l'aparició de la tècnica del taulell d'aresta del segle XIV. No s'han de confondre les dues tècniques, perquè són processos diferents.

## Procés
Tracem un dibuix amb un pinzell amb una barreja de greix i òxid de manganés. Després, en els espais delimitats, apliquem els colors per a decorar. La primera pinzellada evita que els colors aplicats posteriorment es barregen. Dins d'aquesta tècnica hi ha almenys tres variants: la corda seca plana, més habitual; la corda seca partida; i la corda seca de reforç. Per a la rajola de València, aquesta tècnica va ser substituïda per la de l'aresta al segle XIV. 

## Història
Les tècniques de ceràmica brillant tenen arrels a Mesopotàmia i Egipte, i s'estengueren amb l'expansió àrab. Els llocs de producció més propers a la corda seca es troben a Susa (Iran). Estan datats del segle VIII al IX i formen part de la ceràmica islàmica del jaciment de Susa.
La tècnica de la ceràmica de corda seca és coneguda des de l'època omeia, i evolucionà plenament a l'Al-Àndalus durant el Califat de Còrdova al segle X. A la península Ibèrica es va produir dins la cultura morisca i l'art mudèjar, barrejant la influència islàmica amb el gòtic i el Renaixement.
La corda seca va conviure amb altres dues tècniques posteriors de ceràmica vidriada: esgrafiats i segells, que es generalitzaren en l'època almohade. Van ser substituïdes per la tècnica d'aresta que en vingué després. Al nord d'Àfrica, el millor exemple de decoració basada en corda seca com a element arquitectònic és la Zàuiya de Sidi Qasim Jelizi de Tunísia.

## Tècniques i varietats

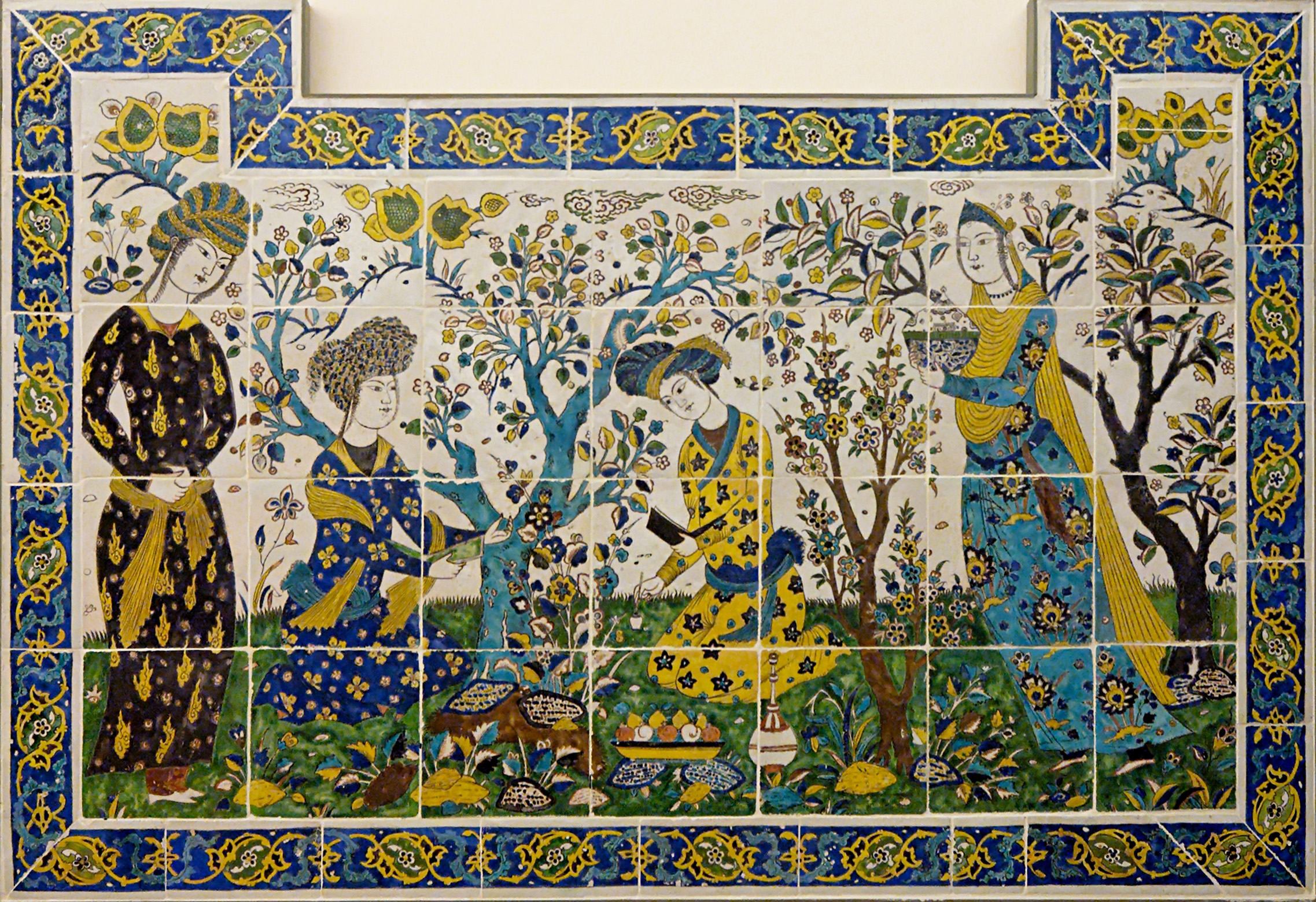
Taulell iranià del fet amb la tècnica de la corda seca. Museu del Louvre

La corda seca pot ser parcial o total, segons si la decoració cobreix tota o part de la superfície de la peça ceràmica. Evita que hi haja barreja de colors durant la cocció. S'anomena "corda seca fendida" quan les separacions cromàtiques entre els motius s'obtenen obrint solcs a la peça que després s'omplin amb una mescla de manganés usant una substància grassa com l'oli de llinosa. En acabant, els espais delimitats s'omplin de colors. No s'ha de confondre la tècnica de la corda seca amb la tècnica de l'aresta. Aquest darrera empra un motle per formar les clivelles de l'argila tova; aquestes s'omplin amb esmalts de colors. El motle assegurava la repetició fidel del patró, i per això s'usava sovint per a l'elaboració de blaus.